# Estudis islàmics
Estudis islàmics és un terme ambigu per a diverses àrees de coneixement.
En un context islàmic, «estudis islàmics» és un terme genèric emprat a la pràctica per descriure tots els estudis acadèmics, incloent totes les formes tradicionals de pensament religiós, com la teologia islàmica i la jurisprudència islàmica. A més a més, assimila camps generalment considerats com a seculars per Occident, com la ciència islàmica i l'economia islàmica.
En canvi, en un context no islàmic, per «estudis islàmics» s'entén l'estudi històric de la religió, la cultura, la història i la filosofia islàmics. Acadèmics de diverses disciplines participen i intercanvien idees sobre societats predominantment musulmanes en el passat i en l'actualitat. Malgrat la seva aproximació no religiosa, alguns acadèmics no musulmans han escrit treballs que són àmpliament llegits per musulmans. Abans de 1980, aquests acadèmics no musulmans s'anomenaven «Islamistes», tot i que ara es prefereix el terme «islamòlegs»; la seva disciplina formava part del camp denominat «estudis orientals», actualment sovint anomenat «estudis asiàtics». Moltes universitats ofereixen graus acadèmics d'estudis islàmics.